# Matanzas
Matanzas, ufficialmente San Carlos y San Severino de Matanzas, è una città dello Stato di Cuba e il capoluogo dell'omonima provincia. È conosciuta per le sue tradizioni di cultura afroamericana.
Situata nella parte settentrionale della costa cubana, sull'omonima baia, si trova 90 chilometri a est dall'Avana e 32 a ovest dalla città di Varadero.
Nel 2004 la municipalità contava una popolazione di 143.706 residenti distribuiti su un'area di 317 chilometri quadrati, per una densità di 453,3 unità per chilometro quadrato.

## Caratteristiche
Matanzas è detta la città dei ponti: diciassette sono le strutture che attraversano i tre fiumi cittadini (rio Yumurí, San Juan e Canímar). Per questo motivo è chiamata anche la Venezia di Cuba o anche l'Atene di Cuba per la corrente letteraria di poesia che qui ha avuto origine.
La municipalità è suddivisa in diversi barrios (quartieri): Bachicha, Bailén, Barracones, Bellamar, Camarioca, Cárcel, Ceiba Mocha, Colón, Corral Nuevo, Guanábana, Ojo de Agua, Refugio, San Luis, San Severino, Simpson y Monserrate, Versalles e Yumurí.
La città fu fondata nel 1693 con il nome iniziale di San Carlos y San Severino de Matanzas e fu subito una delle zone di maggiore sviluppo nella coltivazione delle piantagioni di zucchero.
Il nome Matanzas, attribuitole in seguito, significa massacro e fu scelto in memoria dell'uccisione, avvenuta nell'antichità, di trenta soldati spagnoli da parte di aborigeni locali mentre attraversavano uno dei fiumi della zona. Le pesanti armature indossate a difesa del corpo causarono la morte di molti di questi soldati. Solo due donne - fra cui la bella María de Estrada - sopravvissero (la stessa de Estrada andò poi sposa a Pedro Sánchez Farfán nella città di Trinidad).

## Note

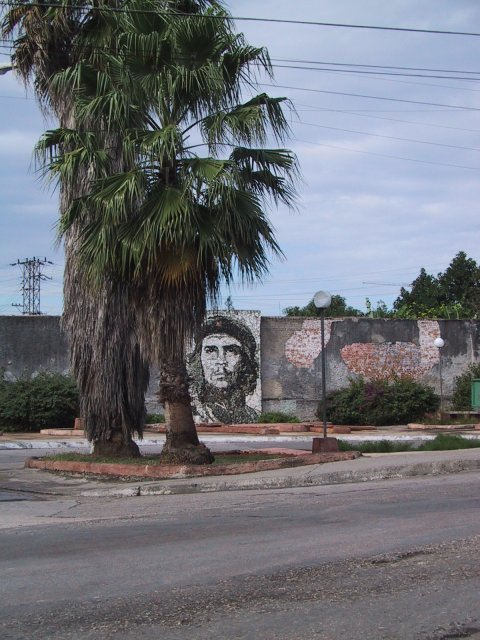
Murale con il ritratto del Che a Matanzas

## Amministrazione

### Gemellaggi
- León
- Collegno